# Concertino (Stravinskij)
Il Concertino per quartetto d'archi è una composizione di Igor' Fëdorovič Stravinskij scritta nel 1920.

## Storia
Dopo un periodo passato in Svizzera durante gli anni della prima guerra mondiale, nel 1920 Stravinskij decise di trasferirsi in Francia per essere più vicino al mondo culturale da cui era rimasto troppo a lungo in disparte. Il compositore, prima di trovare una sistemazione definitiva, passò l'estate a Carantec, in Bretagna, e qui, tra luglio e settembre, scrisse il Concertino per quartetto d'archi.
Alfred Pochon, primo violino del quartetto svizzero Flonzaley, aveva da tempo chiesto a Stravinskij una composizione per il suo organico poiché desiderava inserire nel repertorio, abitualmente classico, un'opera contemporanea; la forma e la durata del brano dovevano essere a discrezione del musicista. I primi abbozzi del Concertino furono messi su carta da Stravinskij già nel periodo svizzero, quando si trovava nel Vaud, ma la stesura definitiva avvenne in Bretagna. Poiché il Quartetto Flonzaley era attivo in campo concertistico soprattutto negli Stati Uniti, la prima esecuzione dell'opera avvenne a New York il 3 novembre 1920; i quattro membri del quartetto erano all'epoca Adolfo Betti, Alfred Pochon, Louis Bailly, Iwan d'Archambeau.

## Analisi
Il Concertino ha questo nome sia per la brevità del pezzo, costituito da un solo movimento, sia per il ruolo solistico che ha il primo violino.
 Il carattere essenziale del brano sta nel modo del tutto particolare con cui Stravinskij tratta gli strumenti ad arco. Quelle che da sempre sono ritenute le caratteristiche degli archi, la melodiosità, il suono avvolgente, la dolcezza espressiva, qui sono totalmente bandite. Gli archi sono trattati in maniera quasi rude, soprattutto nel sottolineare marcatamente il ritmo, eredità evidente de l'Histoire du soldat. Il Concertino presenta l'aspetto di un tempo di sonata; il brano inizia con una scala ascendente in cui se ne fondono due diverse, una in Do maggiore e una in Do diesis e prosegue con un breve disegno melodico nettamente ritmato. Segue una parte centrale con un Andante che sfocia nella Cadenza del primo violino. La ripresa del tema iniziale prosegue con sonorità taglienti e dissonanti, marcatamente ritmate. Il brano si chiude con un Andante segnato in partitura con un "calmo e grave senza crescere fino alla fine".
Nel 1952 Stravinskij rielaborò il Concertino in una versione per dodici strumenti (flauto, oboe, corno inglese, clarinetto, due fagotti, due trombe, due tromboni, violino, violoncello) dove dieci fiati dialogano con un violino e un violoncello che hanno un compito concertante. Il brano fu eseguito per la prima volta a Los Angeles l'11 novembre 1952 dalla Los Angeles Chamber Symphony Orchestra diretta dallo stesso Stravinskij.